# Миннуллин, Ким Мугаллимович
Ким Мугаллимович Миннуллин (тат. Ким Мөгаллим улы Миңнуллин; род. 4 января 1959, Шамметово, Илишевский район, Башкирская АССР, РСФСР, СССР) — советский и российский учёный, фольклорист, литературовед. Доктор филологических наук (2001), профессор (2006). Директор Института языка, литературы и искусства имени Г. Ибрагимова (2006—н. в.).

## Биография
Ким Мугаллимович Миннуллин родился 4 января 1959 года в деревне Шамметово Илишевского района Башкирской АССР. Из семьи крестьян-колхозников. Отец — Мугаллим Миннегулович, мать — Гульжаухар Кирамовна. В семье было пятеро детей. Брат — Роберт (р. 1948), поэт. Воспитывались в одиночку матерью, так как отец скоропостижно скончался в 1959 году в возрасте 41 года.
Начальную школу окончил в родной деревне, восьмилетнюю — в райцентре Верхнеяркеево. Приехав в Казань к брату, в 1974 году поступил в профессионально-техническое училище № 3 при авиационном заводе имени С. П. Горбунова, которое окончил в 1977 году. Был удостоен звания «Лучший токарь профтехобразования». В 1977—1979 годах проходил срочную службу в Советской армии. Заинтересовавшись литературой по примеру брата, в 1980 году поступил на отделение татарского языка и литературы филологического факультета Казанского государственного университета имени В. И. Ульянова-Ленина, которое окончил в 1985 году. Проявив себя в годы учёбы активным общественником, после получения образования был приглашён на комсомольскую работу в Казанское производственное объединение «Тасма», где в 1985—1988 годах был заместителем секретаря комитета ВЛКСМ.
Без отрыва от производства, в 1986 году поступил в аспирантуру Института языка, литературы и истории имени Г. Ибрагимова, по окончании которой в 1988 году остался там работать. Был младшим научным сотрудником, затем научным сотрудником отдела народного творчества, занимался исследованием поэтики и типологии народной лирики, проблем татарской массовой песни, участвовал в фольклорных экспедициях в районы Татарстана и Башкортостана, Томской области, Северного Казахстана, где изучал и собирал образцы татарского песенного наследия. В 1996 году получил учёную степень кандидата филологических наук, защитив в ИЯЛИ диссертацию на тему «Песенный жанр в татарской поэзии» под научным руководством доктором филологических наук Ф. М. Мусина и Х. Ш. Махмутова.
В 1996 году перешёл на государственную службу в аппарат Кабинета министров Республики Татарстан, где был ведущим референтом отдела культуры и искусства, главным референтом секретариата заместителя премьер-министра (1996—1999), а затем начальником новообразованного отдела по развитию языков народов РТ (1999—2006). Одновременно, с 1996 года занимал пост секретаря Комитета по реализации закона «О языках народов РТ» при Кабинете министров РТ. В эти годы принимал активное участие в разработке языковой политики и соответствующих нормативно-правовых актов, в частности, был руководителем группы по подготовке новой редакции закона «О языках» (2004) и Государственной программы РТ по сохранению, изучению и развитию государственных языков РТ и других языков в РТ на 2004—2013 годы. Также координировал деятельность республиканских министерств, ведомств, городских и районных администраций, научных учреждений и учебных заведений по вопросам реализации языкового законодательства, а также занимался подготовкой соответствующих сборников, словарей, учебников и учебно-методических пособий. Имея активную жизненную позицию по вопросам сохранения и развития татарского языка, приложил большие усилия для приведения языковой политики республики в соответствие с требованиями времени, узаконения татарского языка в качестве государственного, выработки мер по внедрению двуязычия на практическом уровне.
Одновременно вёл активную научно-исследовательскую деятельность. С 1995 года преподавал в Казанском государственном педагогическом университете (в дальнейшем — Татарский государственный гуманитарно-педагогический университет). В 2000 году получил учёное звание доцента. В 2001 году получил степень доктора филологических наук, защитив диссертацию «Песня как искусство слова». В 2006 году получил учёное звание профессора. В том же году вместо Н. Ш. Хисамова избран на пост директора Института языка, литературы и искусства имени Г. Ибрагимова, который занимает по сей день.
Когда я возглавил институт в 2006 году, был самым молодым доктором наук, а мне было 47 лет. В то время институт подошел к тому рубежу, когда практически все заведующие отделами были в возрасте порядка 70 лет. Я понял, что через три-четыре года я как руководитель института подойду к сложному этапу его развития… Была проделана большая работа, и сегодня средний возраст докторов наук – 62 года, кандидатов наук − 43, а среди заведующих отделами и в руководстве института я оказался практически самым старшим. У нас есть даже 30-летние заведующие отделами… Обновление кадров у нас произошло, но вопросов еще много, потому что недостаточно квалифицированных кадров среднего возраста… И плюс к тому — академическая наука требует большой самоотдачи. Отбор кадров очень жесткий. И очередей из желающих работать в академическом институте я не вижу…Ким Миннуллин, 2017 год.

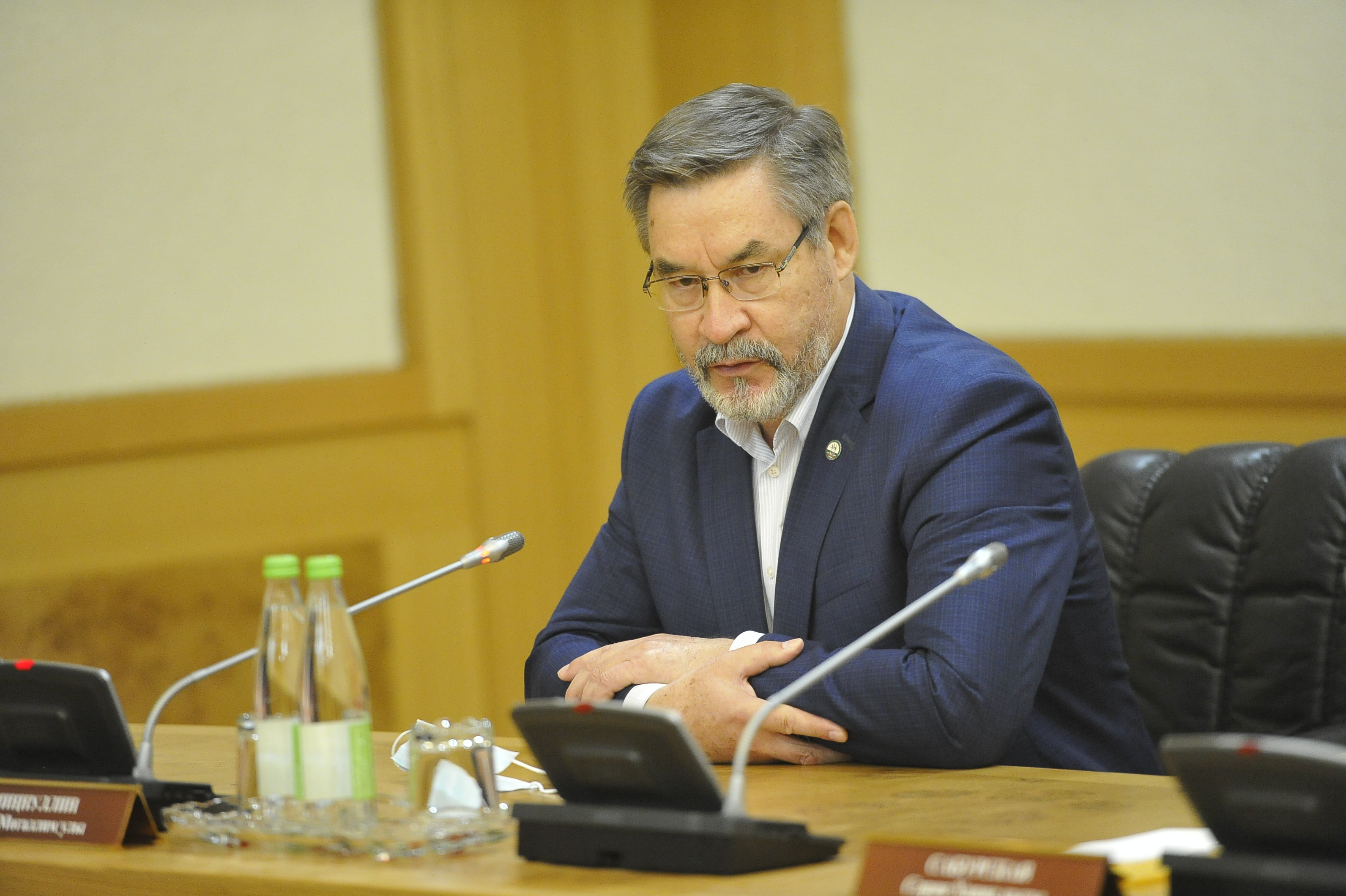
На заседании президентской комиссии по татарскому языку, 2021 год

Является автором более 130 научных трудов, книг, монографий, авторских сборников. Специализируется в области фольклористики (история и теория татарской песенной поэзии, поэтика и типология татарского фольклора), социолингвистики (проблемы теории и практики национально-языковых отношений, вопросы языковой политики Татарстана). Как универсальный учёный, Миннулин интересуется широким спектром научных направлений, в частности, профессионально занимается историей татарской литературы. Является председателем диссертационного совета ИЯЛИ, подготовил двух докторов и пять кандидатов наук. За время руководства институтом принял участие в подготовке таких изданий, как «История татарской литературы» (8 т.), собрания сочинений Г. Исхаки (15 т.) и Г. Ибрагимова (15 т.), «Свод татарского фольклора» на русском (15 т.) и татарском языке (25 т.). Как директор института является руководителем одного из лучших подразделений Академии наук, прилагает большие усилия для сохранения традиций и идентичности татарского народа, признаком чего может служить значительное количество книг и трудов, изданных ИЯЛИ.
Член исполнительного комитета Всемирного конгресса татар (с 2002 года), член-корреспондент Академии наук Республики Татарстан (с 2008 года), член общественного совета при Управлении записи актов гражданского состояния Кабинета министров Республики Татарстан (с 2018 года), президентской комиссии по вопросам сохранения, развития татарского языка и родных языков представителей народов, проживающих в Республике Татарстан (с 2020 года). На протяжении ряда лет был председателем государственной экзаменационной комиссии Башкирского государственного педагогического университета имени М. Акмуллы, где в 2022 году получил звание почётного профессора кафедры татарского языка и литературы Института филологического образования и межкультурных коммуникаций.

## Награды
- Медаль ордена «За заслуги перед Республикой Татарстан» (2024 год) — за многолетнюю плодотворную научную деятельность, особый вклад в развитие и сохранение языка и культуры татарского народа[24].
- Медаль «За доблестный труд» (2018 год) — за большой вклад в сохранение и развитие культуры и традиций татарского народа, плодотворную научно-исследовательскую деятельность[25].
- Благодарность президента Республики Татарстан (2014 год) — за большой вклад в развитие гуманитарных наук, заслуги в научно-исследовательской и организаторской деятельности[26].

## Личная жизнь
Жена — Зулейха Амировна (р. 1960), педагог-библиотекарь. Два сына — Ихтияр (предприниматель), Бахтияр (доктор филологических наук).